# Born a. Darß
Born a. Darß (Born auf [dem] Darß) ist eine Gemeinde im Landkreis Vorpommern-Rügen in Mecklenburg-Vorpommern (Deutschland). Sie ist staatlich anerkannter Erholungsort und Amtssitz des Amtes Darß/Fischland, dem fünf weitere Gemeinden angehören.

## Geografie
Die Gemeinde Born a. Darß an der Südküste der Halbinsel Darß liegt unmittelbar am Nationalpark Vorpommersche Boddenlandschaft. Südöstlich und südwestlich von Born breiten sich die Meeresbuchten des Bodstedter Boddens und des Saaler Boddens aus. Dazwischen – im Koppelstrom – liegen die Neuendorfer Bülten, eine Kette kleiner, schilfbewachsener Inseln. Zum Gemeindegebiet gehört fast die gesamte Halbinsel Darß mit der Nordspitze, dem Darßer Ort. Dort befindet sich die Außenstelle des Deutschen Meeresmuseums in Stralsund, das Natureum Darßer Ort.
Nachbargemeinden von Born a. Darß sind Prerow im Nordosten, Wieck a. Darß im Osten sowie Ahrenshoop im Südwesten.

## Geschichte
Der Name leitet sich vom slawischen Wort bori ab, was so viel wie Föhrenwald bedeutet. Dies soll ein Hinweis auf die Lage der Gemeinde am Waldrand sein.
Nach jahrhundertelanger Zugehörigkeit zum Herzogtum Pommern gehörte die Gemeinde nach dem Dreißigjährigen Krieg zu Schwedisch-Pommern. In den Jahren 1715 bis 1720 gehörte Born a. Darß bis Ende des Großen Nordischen Krieges zum Königreich Dänemark. Mit der aufkommenden Segelschifffahrt stieg auch die Bevölkerungsanzahl. Neben den einfachen Büdnereien entstanden so größere Kapitänshäuser. Born war, anders als die Nachbargemeinde Wieck allerdings nicht so stark vom Niedergang der Segelschifffahrt im 19. Jahrhundert betroffen, da man verstärkt wieder Landwirtschaft betrieb. Um 1930 findet man erste Anzeichen von Tourismus in Born.
Vom Frühjahr 1944 bis zum April 1945 existierte in Born ein Außenlager des KZ Ravensbrück mit ungefähr 120 männlichen Gefangenen.
Zu DDR-Zeiten wurde im Ort ein Pionier-Ferienlager errichtet und unterhalten. Der DDR-Politiker Hermann Axen besaß ein Anwesen in Born.
Die Gemeinde war bis 1952 Teil des Landkreises Franzburg-Barth und gehörte danach bis 1994 zum Kreis Ribnitz-Damgarten im Bezirk Rostock. Seit 1990 gehört Born zum Land Mecklenburg-Vorpommern.

## Bevölkerung
| Jahr | Einwohner |
| ---- | --------- |
| 1990 | 1238      |
| 1995 | 1212      |
| 2000 | 1187      |
| 2005 | 1146      |
| 2010 | 1120      |
| 2015 | 1161      |

| Jahr | Einwohner |
| ---- | --------- |
| 2020 | 1169      |
| 2021 | 1153      |
| 2022 | 1130      |
| 2023 | 1103      |

 Stand: 31. Dezember des jeweiligen Jahres

## Politik

### Gemeindevertretung
Die Gemeindevertretung von Born besteht aus 10 Mitgliedern. Die Kommunalwahl am 9. Juni 2024 führte zu folgendem Ergebnis:
| Partei / Wählergruppe               | Stimmenanteil 2019 | Sitze 2019 |  | Stimmenanteil 2024 | Sitze 2024 |
| ----------------------------------- | ------------------ | ---------- |  | ------------------ | ---------- |
| Bürger für Born (BFB)               | 45,7 %             | 4          |  | 39,6 %             | 4          |
| Unsere Heimat Born (UHB)            | 26,0 %             | 3          |  | 16,2 %             | 2          |
| Borner Mitte (BM)                   | .                  | –          |  | 13,7 %             | 1          |
| Borner Alternative (BA)             | 17,1 %             | 2          |  | 10,2 %             | 1          |
| CDU                                 | 09,2 %             | 1          |  | 10,1 %             | 1          |
| Bündnis Tradition und Zukunft (BTZ) | .                  | –          |  | 05,8 %             | 1          |
| AfD                                 | .                  | –          |  | 04,3 %             | –          |
| Insgesamt                           | 100 %              | 10         |  | 100 %              | 10         |

### Bürgermeister
- seit 1990: Gerd Scharmberg

Bei der Bürgermeisterwahl am 26. Mai 2019 wurde Scharmberg mit 59,0 % der gültigen Stimmen wiedergewählt. Am 9. Juni 2024 wurde er mit 52,7 % der gültigen Stimmen in seinem Amt bestätigt. Seine Amtszeit beträgt fünf Jahre.

### Wappen
Das Wappen wurde am 14. Februar 1992 durch das Innenministerium genehmigt und unter der Nr. 18 der Wappenrolle von Mecklenburg-Vorpommern registriert.
Blasonierung: „Das Wappen hat die Form eines Schildes, das am unteren Rand gleichmäßig abgerundet ist. Es ist weiß und blau und ist schräglinks geteilt. Das blaue obere Feld ist mit einer schmalen weißen Linie von der blauen Umrandung abgegrenzt und beinhaltet ein Heroldsbild. Es zeigt einen weißen Seeadler im Fluge, der nach links gerichtet ist und dessen Schwingen parallel zur Feldertrennlinie ausgeführt sind. Im weißen unteren rechten Feld befindet sich ein zweites Heroldsbild in Form einer Windrose (Gold/Blau), unterlegt mit einer blauen Kreislinie. Im Zentrum der Windrose ist ein roter Greif, aufrechtstehend und nach links gerichtet, dargestellt.“

## Sehenswürdigkeiten und Kultur

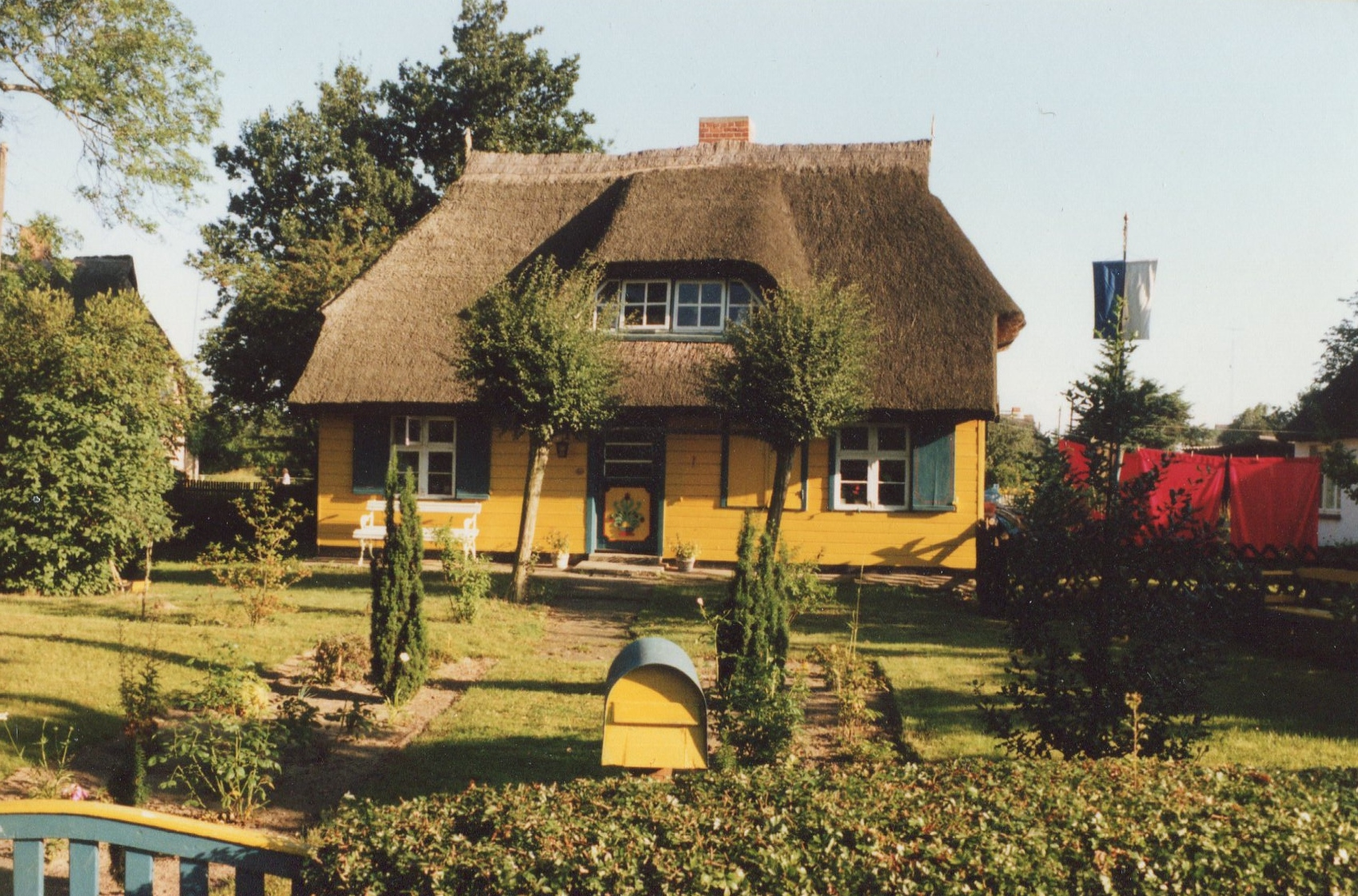
Typisches Borner Haus

- Borner Dorfbild mit vielen darßtypischen reetgedeckten Häusern und durch die verzierten Darßer Türen. Die ältesten Häuser der Gemeinde finden sich im westlichen Teil, zum Beispiel in der Nordstraße.
- Dorflinde im Bäckergang, bildet seit dem 17. Jahrhundert den Mittelpunkt Borns
- Peterssons Hof, erstes Hotel auf dem Darß, 1833 durch Kapitän Carl von Petersson erbaut, im Obergeschoss führt eine Ausstellung durch die Geschichte der Gemeinde
- Forst- und Jagdmuseum Ferdinand von Raesfeld, widmet sich unter anderem dem Schaffen Ferdinand von Raesfelds. Raesfeld verbrachte in der ehemaligen Oberförsterei den bedeutendsten Teil seines beruflichen Lebens (siehe auch Franz Mueller-Darß).
- Fischerkirche Born a. Darß von 1935, rohrgedeckt, hier finden im Sommer und zu besonderen Tagen Konzerte statt
- Borner Sommertheater mit zahlreichen Veranstaltungen
- Leuchtturm am Darßer Ort, runder, 35 m hoher, besteigbarer Turm von 1848, zweitältester Leuchtturm von Mecklenburg-Vorpommern, daneben das Oberwärterhaus von 1892 mit der Naturausstellung Natureum und dem Café am Leuchtturm

Veranstaltungen
Der Borner Maskenball entstand vor 150 Jahren, als Borner Seefahrer die Idee für dieses Fest mitbrachten. An langen Winterabenden werden Masken und Kostüme erfunden und hergestellt. Am Abend des Balles wird kein Wort gesprochen, denn erst nach der Demaskierung sollen die anderen wissen, wer sich hinter der Verkleidung verbarg. Eine Ausstellung darüber befindet sich in der alten Gutzmann-Schule.
Die Borner Freilichtbühne ist Aufführungsort der jährlich stattfindenden Darß-Festspiele.

## Wirtschaft und Infrastruktur
Born ist ein Ferienort für Segler, Surfer, Camper oder Wanderer. Der Tourismus bildet die wirtschaftliche Basis für Born. Die Kur- und Touristgesellschaft Darß und das Gut Darß sind zwei der größten Betriebe des Ortes. Auf Borner Gemarkung gibt es zwei Campingplätze, das Regenbogen Camp Born und das Regenbogen Camp Prerow. Westlich von Born im Nationalpark liegt die Jugendherberge Born-Ibenhorst, die auch einen Zeltplatzbereich hat.
Der Darßer Urwald unmittelbar nördlich von Born präsentiert sich mit Mooren und skurril gewachsenen Windflüchtern an der Westküste. Neben kleinen Häfen und Anlegestegen bietet die Umgebung der Gemeinde ein gut ausgebautes Rad- und Wanderwegenetz. Fahrgastschiffe verkehren von Born aus in die Fischland-Gemeinden, nach Bodstedt und Barth.

## Verkehr
Eine Straßenverbindung führt von der B 105 (Rostock–Stralsund) bei Ribnitz-Damgarten über die Nehrung des Fischlandes von Südwesten her nach Born. Über Barth, die Meiningenbrücke bei Bresewitz und Prerow erreicht man Born von Südosten aus. Die nächsten Bahnhöfe befinden sich in den Städten Barth und Ribnitz-Damgarten an der Bahnstrecke Stralsund–Rostock.

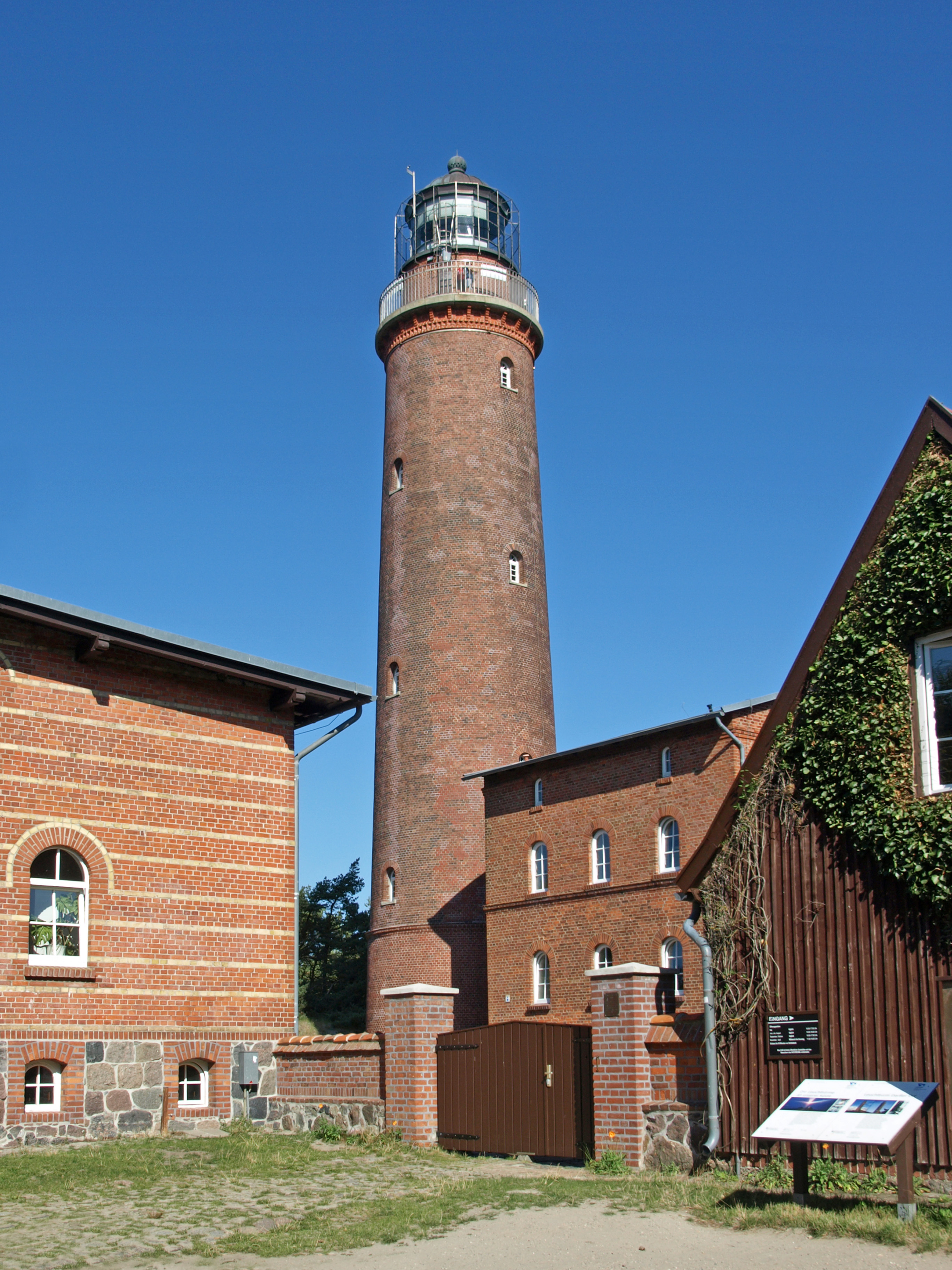
Natureum Darßer Ort
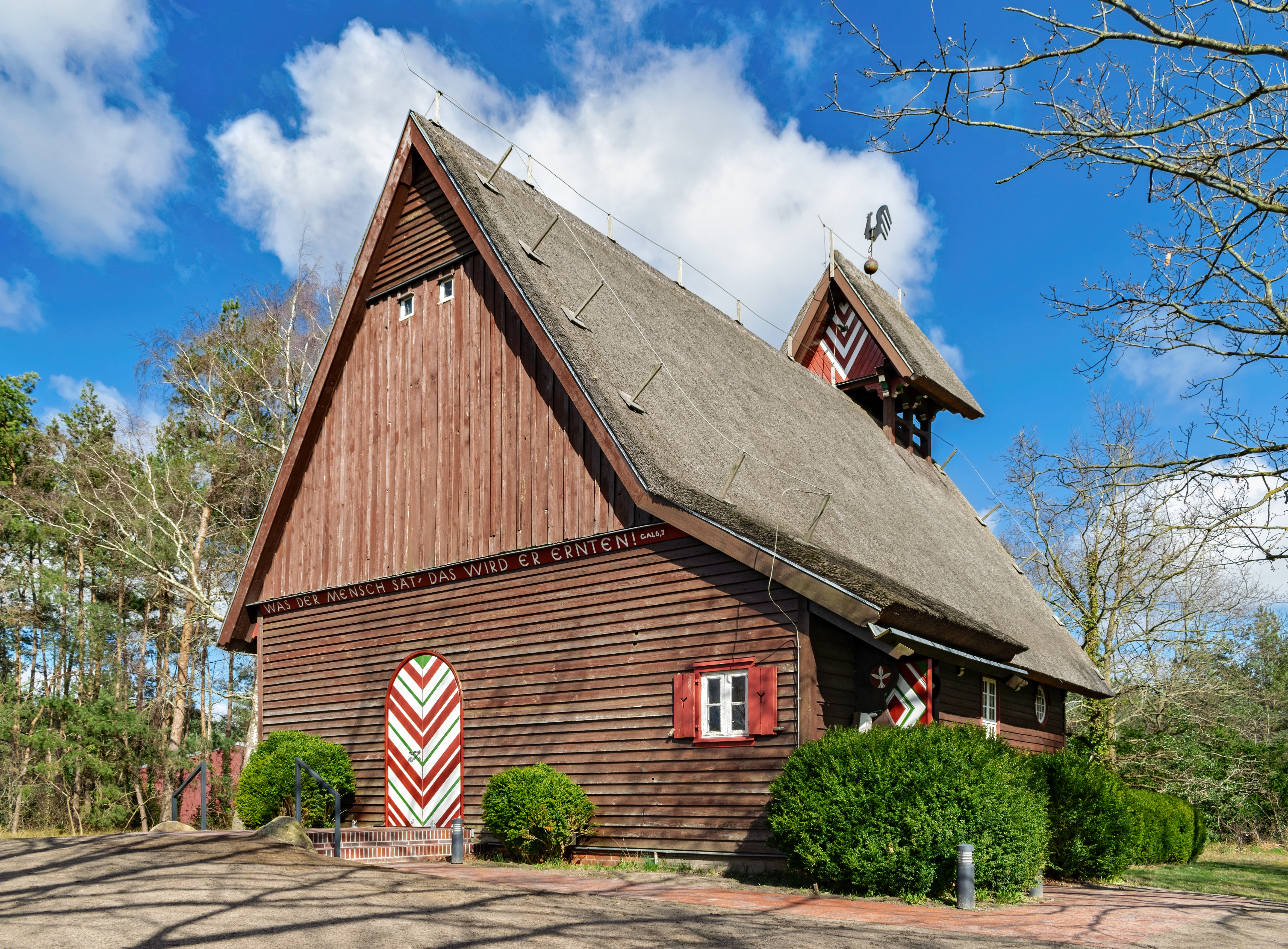
Fischerkirche
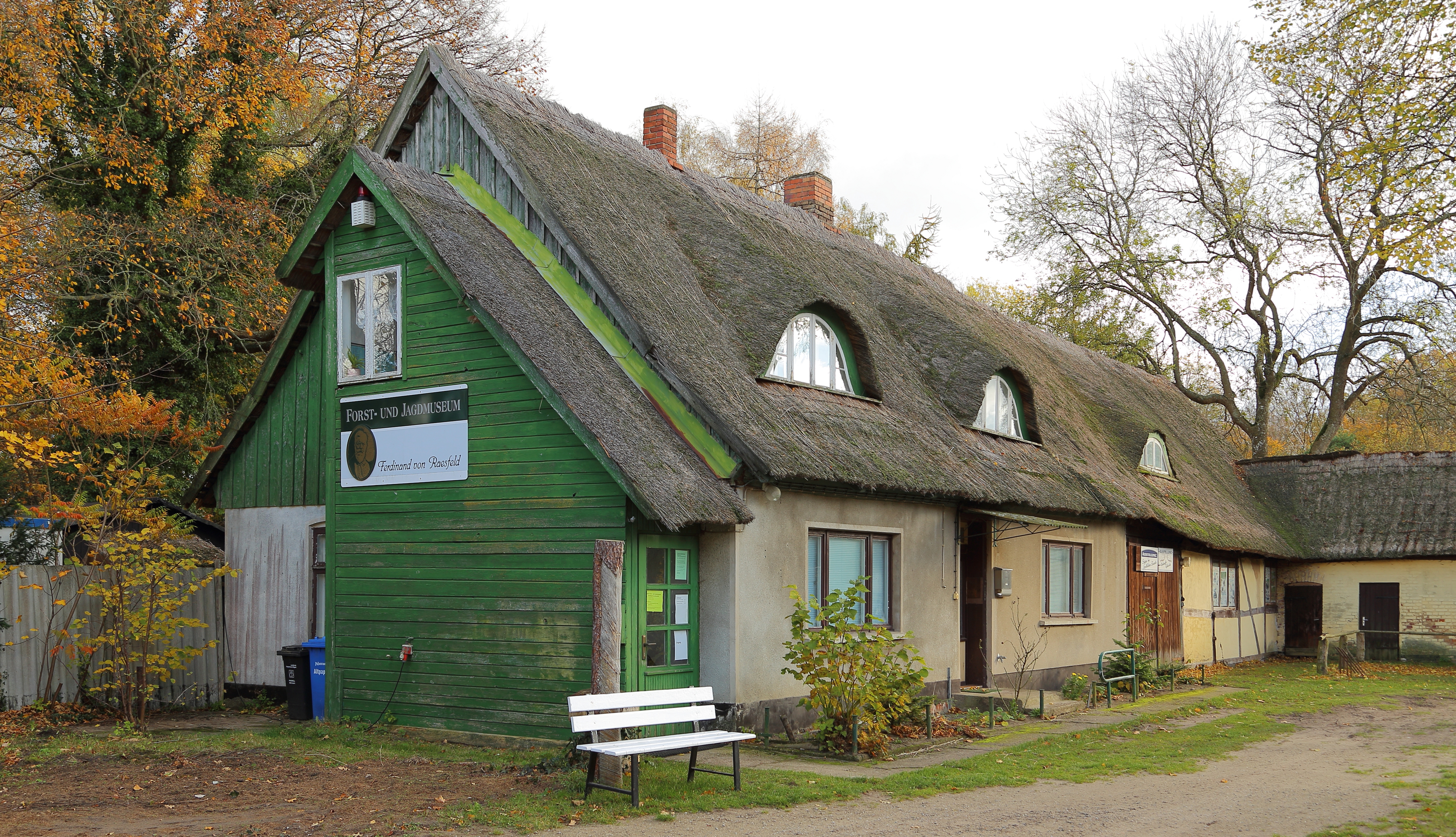
Forst- und Jagdmuseum Ferdinand von Raesfeld
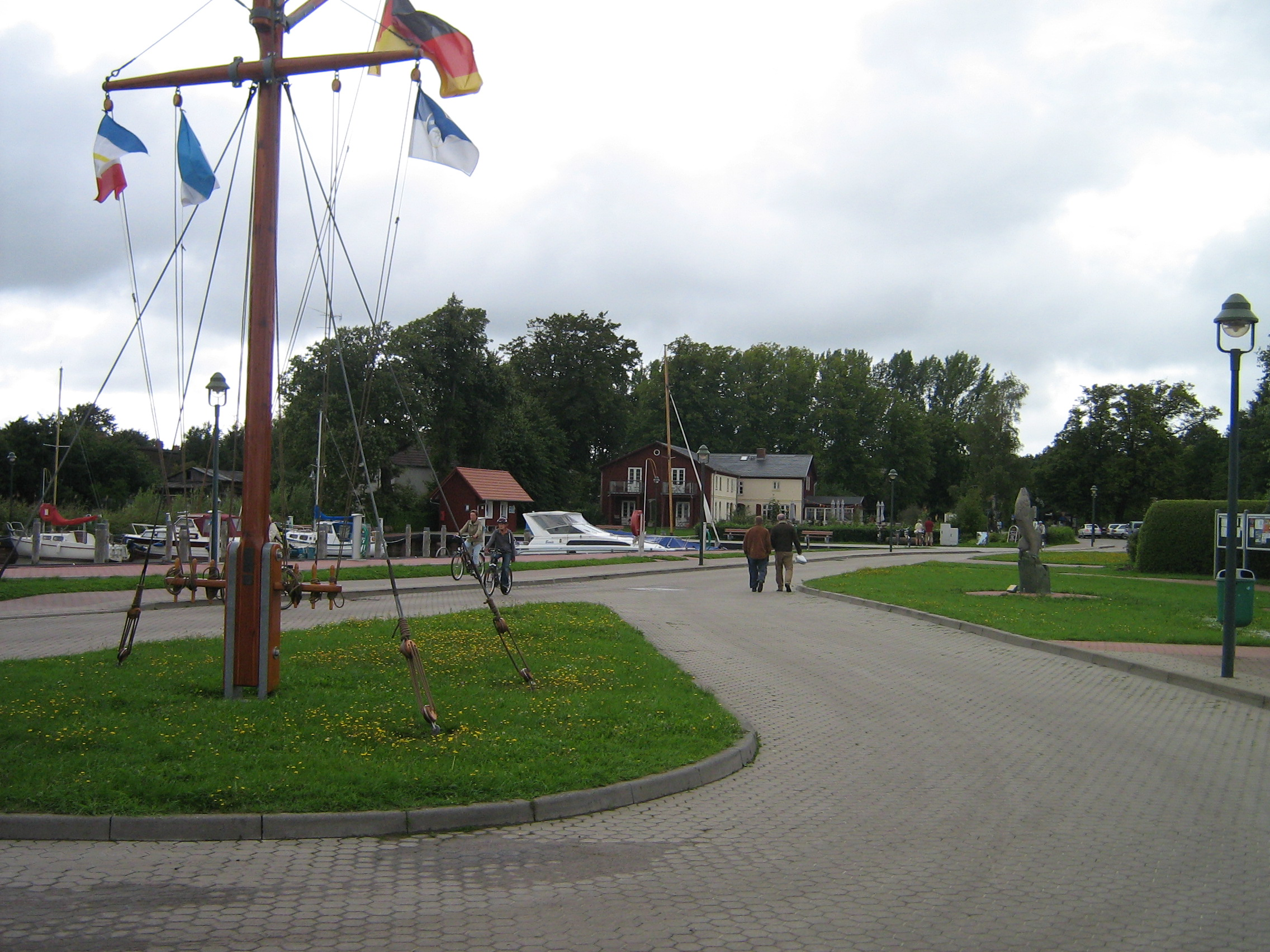
Hafen
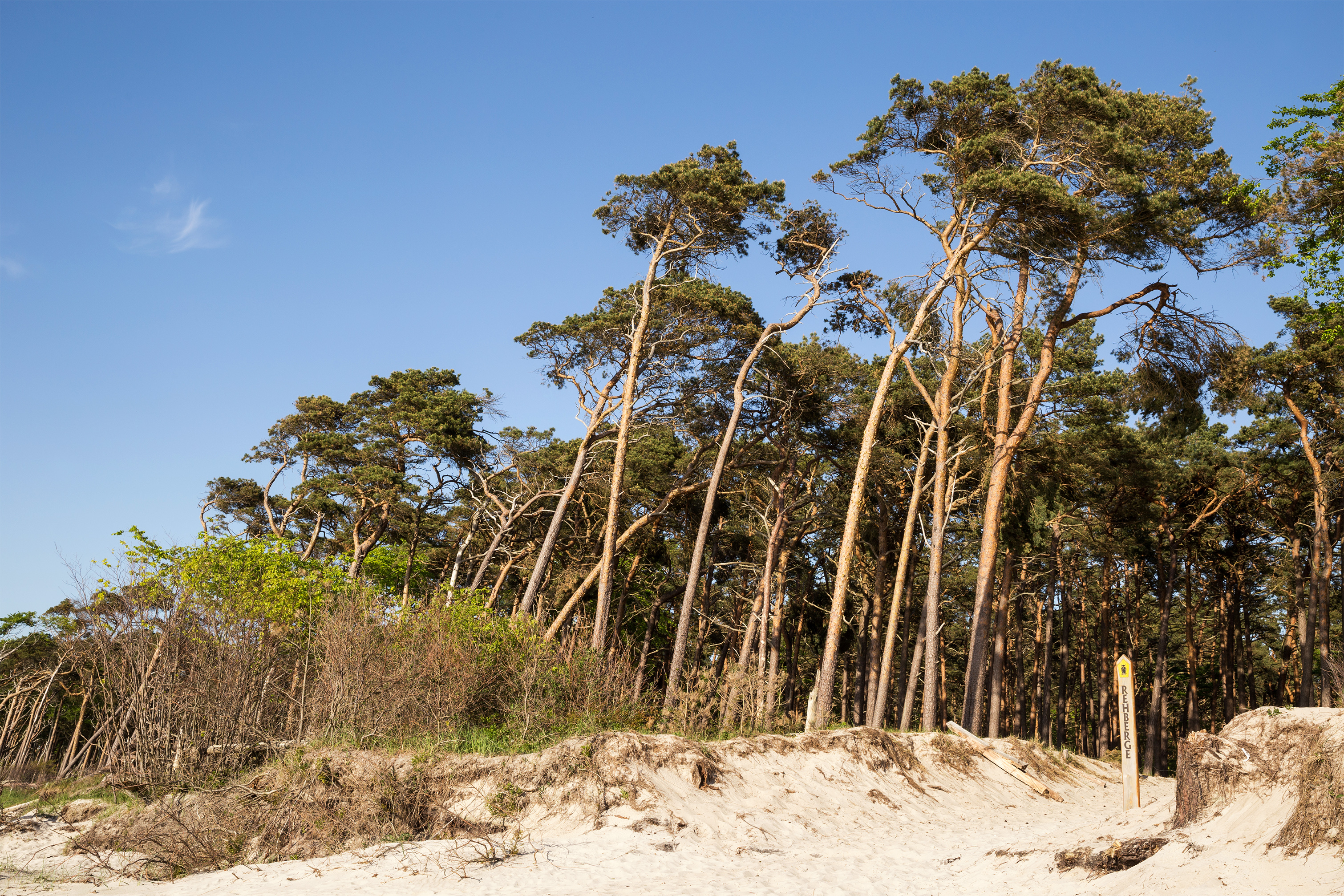
Windflüchter an der Westküste
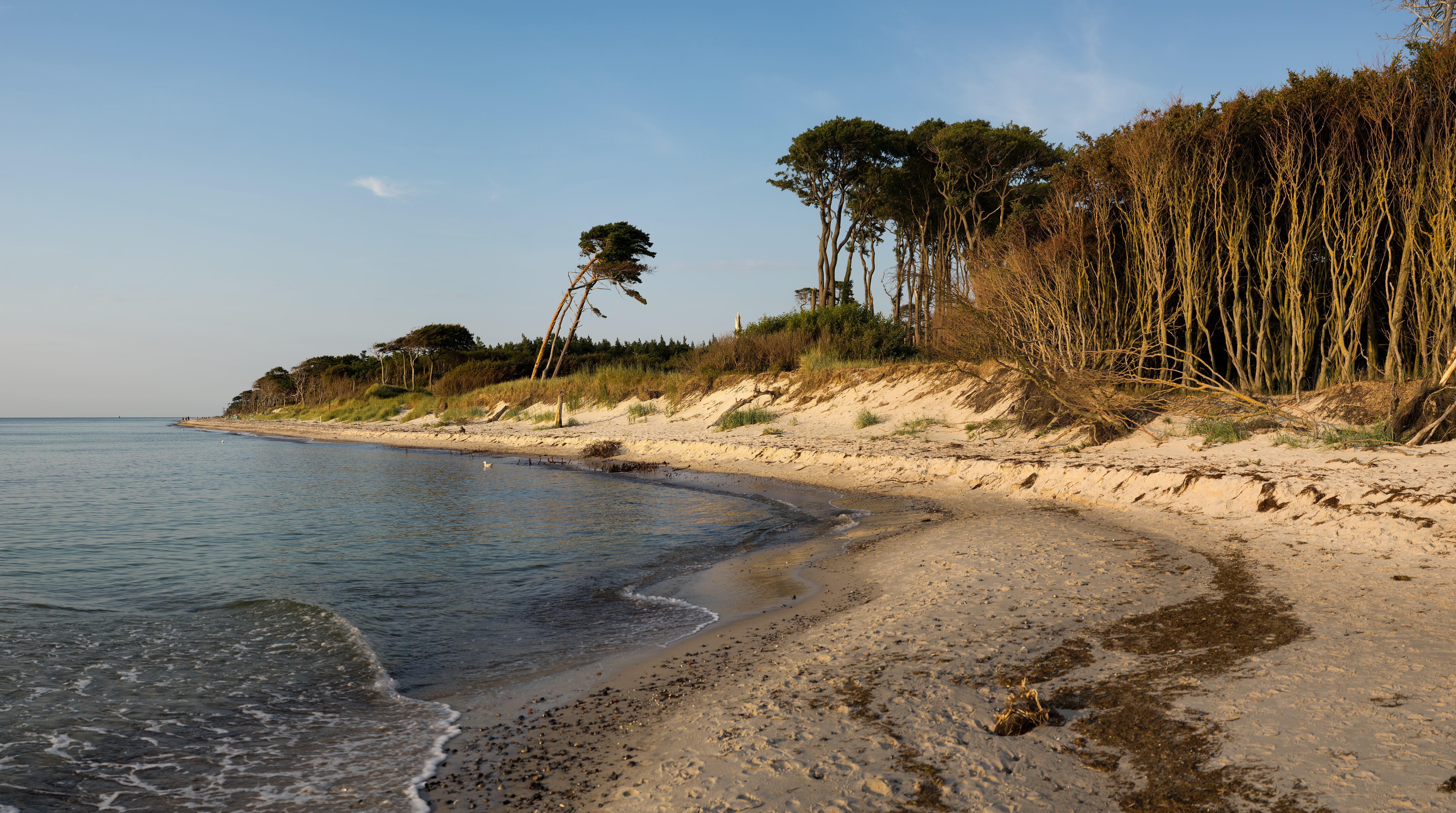
Weststrand

## Mit Born verbundene Persönlichkeiten
- Astrid Lucke (* 1939), Keramikerin, lebt seit 2008 in Born

- Gerd Lucke (* 1943), Keramiker und Restaurator, lebt seit 2008 in Born